# Зеленоград
Зеленоград (офіційно Зеленоградський адміністративний округ) — один із 12 адміністративних округів міста Москви. Єдиний округ, який повністю знаходиться за межами Московської кільцевої автомобільної дороги, за 37 км на північний захід від центру Москви. Головний науково-виробничий центр радянської та російської електроніки і мікроелектроніки.
Складається з 5 районів. З усіх боків оточений територією Московської області і є найбільшим ексклавом Москви: на південному сході межує з міським округом Хімки, на всіх інших напрямках — з Солнечногорським районом.

## Райони
- Крюково
- Матушкіно
- Савелки
- Силіно
- Старе Крюково

До складу Зеленограда входять також селище Малино, частина селища Алабушево, села: Кутузово, Новомалин і Ріжки.

## Відомі люди
- Лапенко Антон В'ячеславович (*1986) — російський актор.
- Певчих Марія Костянтинівна (*1987) — російський журналіст-розслідувач.